# Villarosa
Villarosa is een gemeente in de Italiaanse provincie Enna (regio Sicilië) en telt 5521 inwoners (31-12-2004). De oppervlakte bedraagt 55,0 km², de bevolkingsdichtheid is 100 inwoners per km².
De volgende frazioni maken deel uit van de gemeente: Villapriolo.

## Demografie
Villarosa telt ongeveer 2172 huishoudens. Het aantal inwoners daalde in de periode 1991-2001 met 8,2% volgens cijfers uit de tienjaarlijkse volkstellingen van ISTAT.
| Jaar | Inwoneraantal |
| ---- | ------------- |
| 1991 | 6205          |
| 2001 | 5696          |

## Geografie
De gemeente ligt op ongeveer 523 m boven zeeniveau.
Villarosa grenst aan de volgende gemeenten: Alimena (PA), Bompietro (PA), Calascibetta, Enna, Santa Caterina Villarmosa (CL).

## Externe link

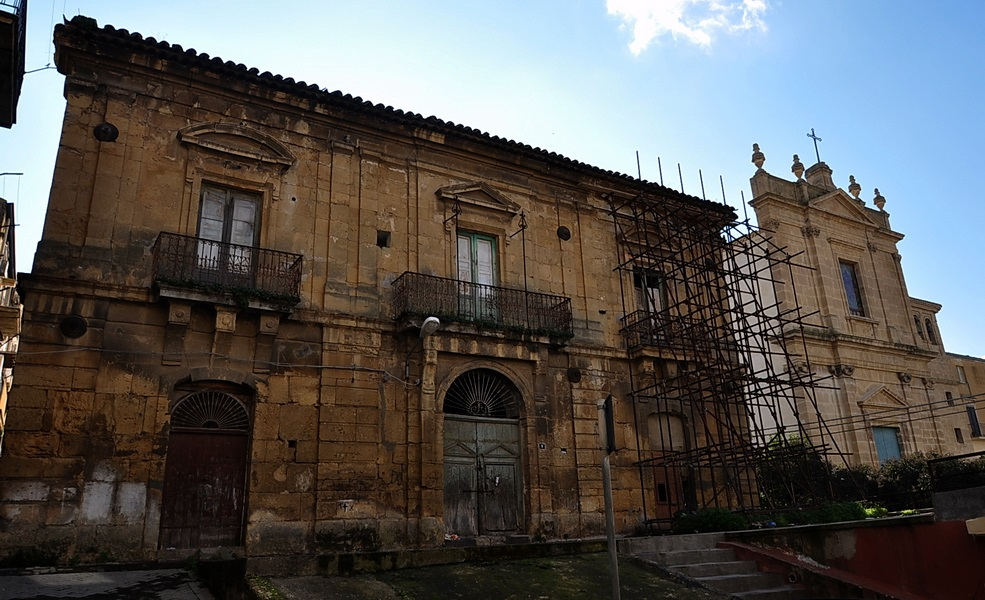
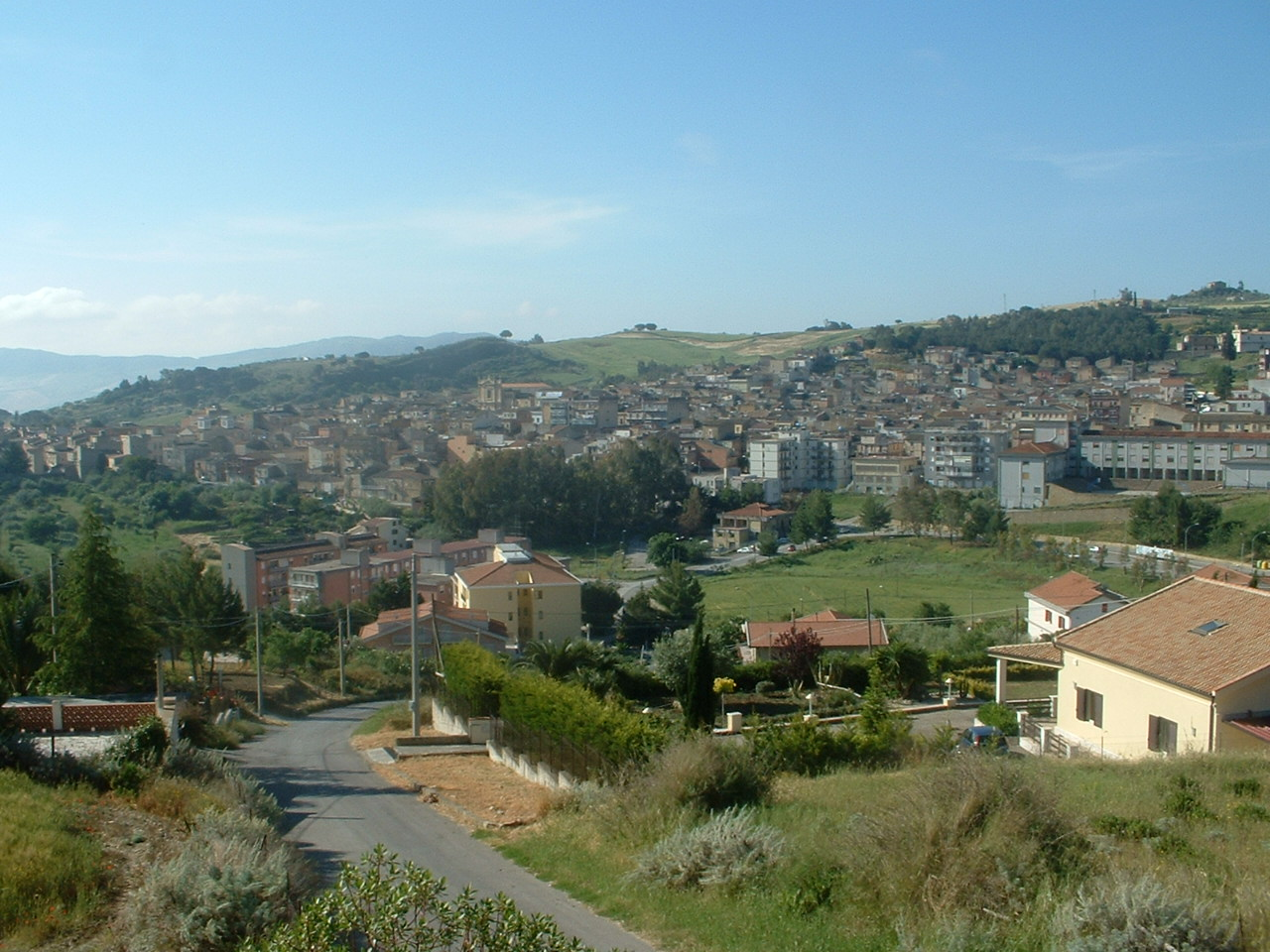
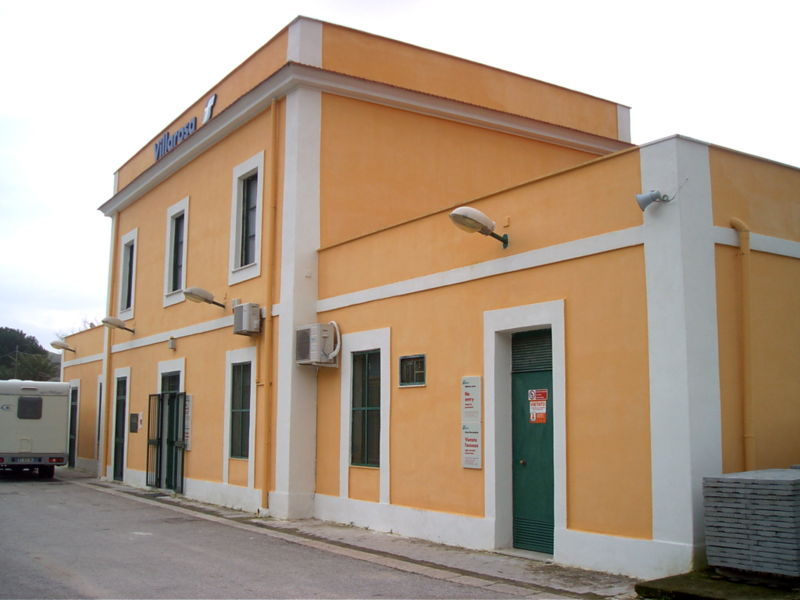

## Zustersteden
- Morlanwelz in België
- Le Quesnoy in Frankrijk